# 北太平庄街道
北太平庄街道是北京市海淀区东南部的一个街道办事处。
北太平庄街道成立于1957年，街道办事处驻红联村1号。2002年，辖区面积5.2平方千米，户籍人口13.7万，外来人口3万人。邮编100088。

## 下辖社区
北太平庄目前下辖社区有：
- 蓟门里社区
- 红联北村社区
- 住总学院南路32号社区
- 学院南路社区
- 西直门外28号社区
- 明光村社区
- 明光北里社区

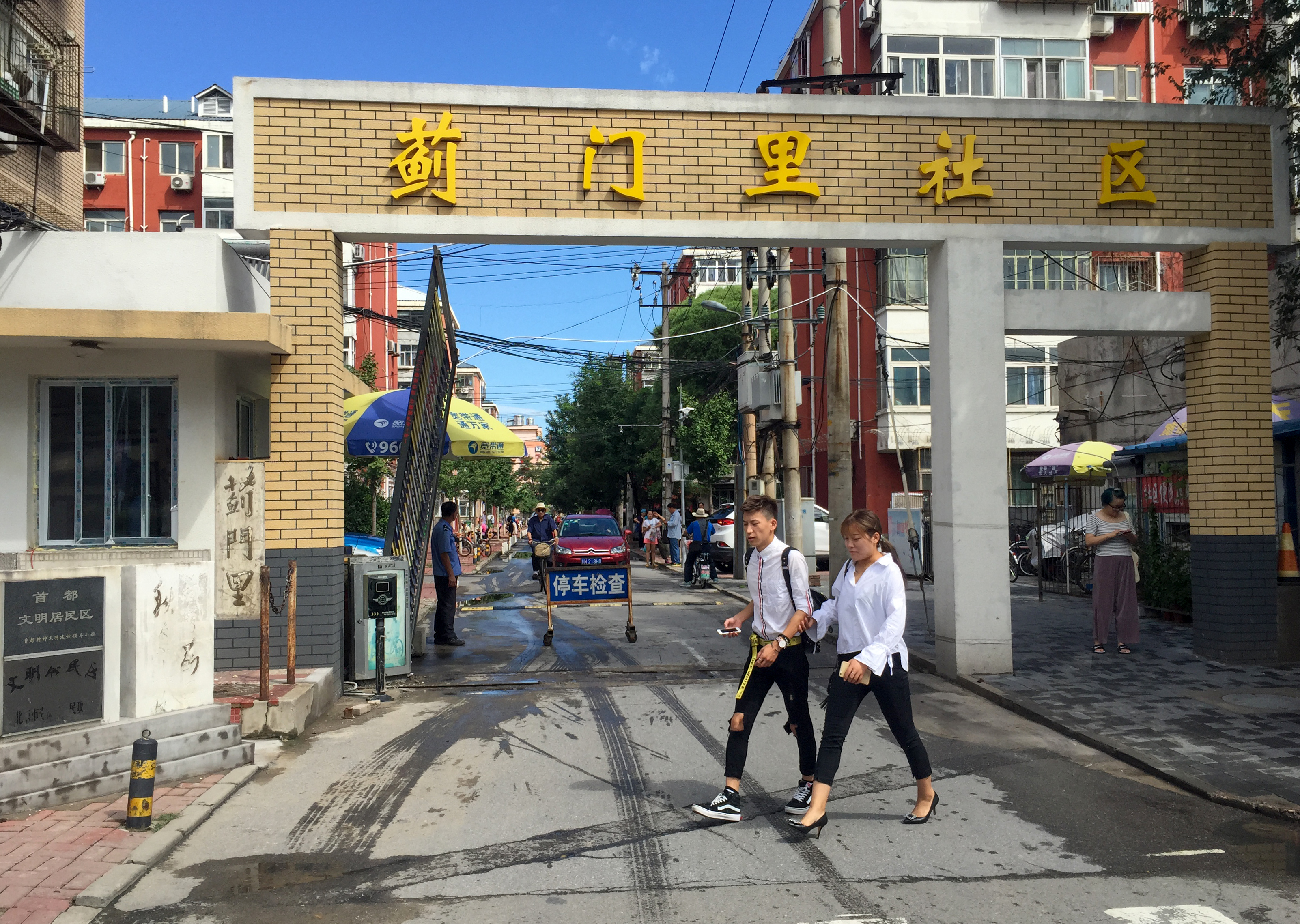
蓟门里小区南门

- 笑祖塔院社区，南长河以南辖地属西城区展览路街道滨河社区；
- 政法大院社区
- 冶建院社区
- 明光村小区社区
- 罗庄东里社区
- 金晖嘉园社区
- 志强园社区
- 红联东村社区
- 志强北园社区
- 学院南路第二社区
- 文慧园路社区
- 新外大街23号院社区
- 西土城路8号社区
- 邮电大学社区
- 长城无线电厂社区
- 远洋风景社区
- 北三环中路40号社区
- 中央教科所社区
- 师大北路21号社区
- 师范大学社区
- 新外大街3号院社区
- 北太平庄社区
- 文慧园社区
- 红联村社区
- 红联村第二社区
- 志强南园社区
- 罗庄南里社区
- 文慧北园社区
- 宏家丽园社区
- 太平湖社区
- 太月园社区
- 时代之光社区，辖地属西城区展览路街道滨河社区；
- 锦秋家园社区
- 天兆家园社区
- 知春路2号院社区
- 首都体院社区
- 索家坟社区
- 索家坟第二社区
- 今典花园社区